# Jan de Wijse
Jan de Wijse (1636-1725) is bekend als stichter van het klooster van Meersel-Dreef.

## Levensloop
Jan de Wijse was de zoon van brouwer Gerardus de Wijse en Maria Huberts Sprong. Hij huwde in Breda met Ida van Rucphen op 24 mei 1671. Jan was een rijk zakenman en verwierf vele goederen in de Baronie van Breda.  In 1679 werd hij eigenaar van Slot Grimhuijsen, samen met zijn tante Perijna van Bernagie. Door de Vrede van Münster kwam er een landsgrens tussen de noordelijke en zuidelijke Nederlanden. De katholieke kerk werd door de Republikeinse staatskerk onder druk gezet. Daarom financierde de rijke Jan de Wijse in 1687 het klooster en de kerk in het Belgische Meersel. De Hoogstraatse gravin Gabriëlla de Lalaing schonk de gronden. Op 21 mei 1687 kwamen de eerste vier kapucijnen in Meersel aan. Ze werden feestelijk ontvangen door Jan de Wijse. Op 7 mei 1690 werd de kerk ingewijd en er werd een toegangsweg aangelegd vanuit het Nederlandse Galder voor de Nederlandse kerkgangers. Zo bekwam de plaats de naam Meersel-Dreef (met hoofdletter D).
Een gelijkaardige geschiedenis kende de Sint-Bernarduskapel (Ulicoten) in het Belgische Meerle, in die mate zelfs dat de kapel enkel te bereiken is vanuit Nederland.

## Sporen in de 20ste eeuw
- Grafsteen in het klooster van Meersel-Dreef
- Straatnaam in Meersel-Dreef
- Straatnaam in Ulvenhout